# Hermann Iseke

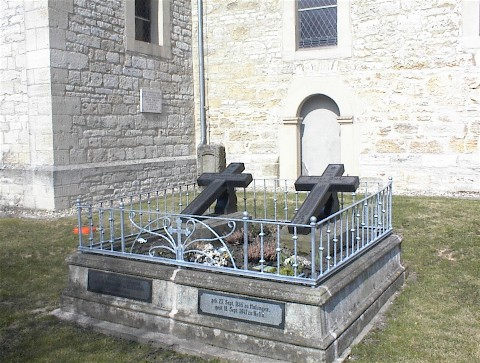
Grab von Hermann Iseke (links) in Holungen

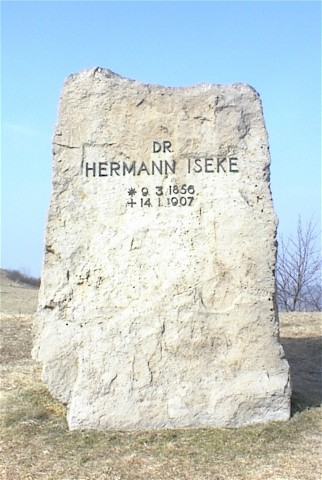
Gedenkstein für Iseke am Sonnenstein bei Holungen

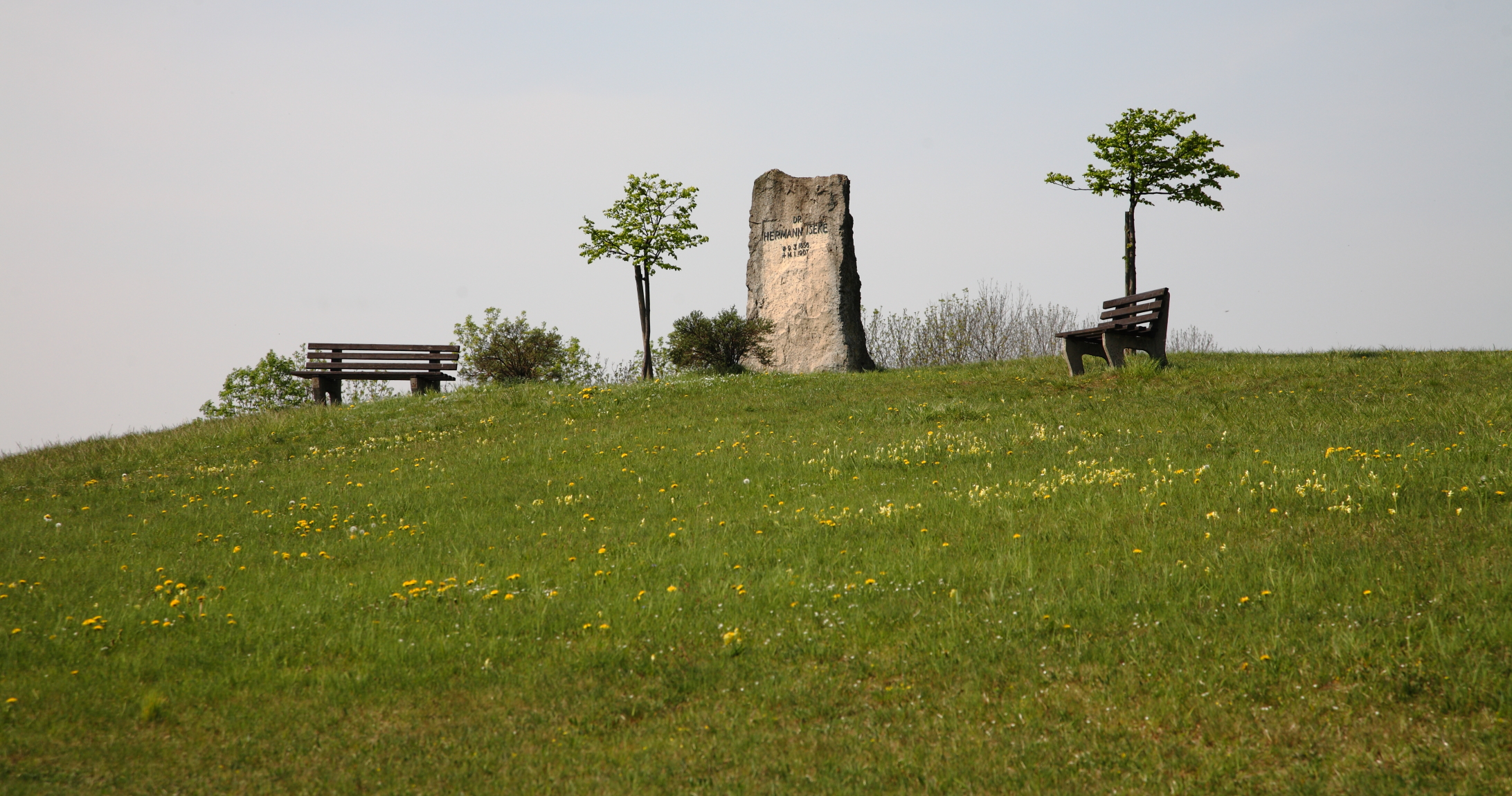
Hermann Iseke Denkmal in der Nähe von Sonnenstein.

Hermann Iseke (*  9. März 1856 in Holungen; † 14. Januar 1907 in Kalkfontein, Deutsch-Südwestafrika) war einer der bedeutendsten Dichter des Eichsfeldes und ist der Schöpfer des Eichsfeldliedes, der inoffiziellen Hymne des Eichsfeldes. Neben seinen romantischen Heimatdichtungen veröffentlichte der promovierte Jurist und Militärgeistliche zahlreiche, meist erbauliche Schriften.

## Leben
Hermann Iseke wurde als Sohn von Reimund Iseke und seiner Ehefrau Luise Pfafferodt geboren und erhielt seinen ersten Lateinunterricht vom damaligen Kaplan Andreas Raabe in Holungen, einem bekannten Sprachforscher. Von 1867 bis 1873 besuchte er die Gymnasien in Heiligenstadt und Mühlhausen, wo er 1874 erfolgreich die Abiturprüfung ablegte. Anschließend studierte er Rechtswissenschaft an den Universitäten Würzburg (1874), Leipzig (1874–1875), Göttingen (1876–1878) und Greifswald (1878). Hier absolvierte er die erste juristische Staatsprüfung, promovierte 1879 in Jena zum Dr. jur. und wirkte als Referendar in Duderstadt und Künzelsau. In dieser Zeit suchte er nach einem neuen Lebensweg, begab sich nach Münster und studierte dort Philosophie und Germanistik (1879–1880).
1880 entschloss Iseke sich, Priester zu werden. Er studierte Theologie in Freiburg, Breslau und Münster. Er war ein begeistertes Mitglied des Kartellverband katholischer deutscher Studentenvereine (KV) und an seinen Studienorten jeweils aktives Mitglied einer KV-Verbindung; der Walhalla in Würzburg, der Teutonia in Leipzig, der Normannia in Greifswald, der Winfridia in Göttingen, der Germania in Münster, der Brisgovia in Freiburg und der Unitas in Breslau. Mehrere KV-Verbindungen verdanken Iseke ihre Bundeslieder. Auch in den Akademischen Monatsblättern des KV veröffentlichte Iseke zahlreiche Beiträge. Im Garten der Studentenverbindung Winfridia in Göttingen erinnert heute ein Denkmal an ihn.
Noch mitten im Kulturkampf empfing Iseke im bayrischen Eichstätt am 15. Juli 1883 die Priesterweihe. Als Kaplan wirkte er anschließend für ein Jahr in Dingelstädt und weitere acht Jahre, von 1884 bis 1892, als Pfarrer in Wachstedt. Dort setzte er seine dichterischen Fähigkeiten für einen guten Zwecks ein, schrieb ernste und heitere Bettelbriefe in Versform und verschickte sie in Tausenden von Exemplaren. Die dadurch eingenommenen Gelder wurden für Kirchen, Krankenhäuser und Klöster sowie für die Ausbildung von Jugendlichen verwendet.
1892 meldete er sich für die Militärfürsorge und wirkte zunächst als Militärpfarrer in Metz und Hannover. 1897 wurde er nach Mülhausen im Elsass berufen und zog bereits eine Rückkehr ins Eichsfeld in Erwägung. Als er im Sommer 1900 vom Ausbruch des Boxeraufstandes im Kaiserreich China erfuhr, meldete er sich jedoch für das deutsche Expeditionskorps zur Niederschlagung des Boxeraufstandes und nahm als einziger katholischer Militärpfarrer an der brutalen Niederschlagung des Aufstandes teil. Anschließend besuchte er von 1900 bis 1902 die Weststaaten Nordamerikas. Nach seiner Rückkehr arbeitete er erneut als Militärpfarrer in Kassel und Saarbrücken.
Ab 1905 war Iseke in Deutsch-Südwestafrika, dem heutigen Namibia, Feldgeistlicher der deutschen Schutztruppe, die dort von 1904 bis 1908 den Völkermord an den Herero und Nama verübte. Er war in Keetmanshoop stationiert.
Hermann Iseke starb am 14. Januar 1907 im Feldlazarett in Kalkfontein an Malaria. Dort wurde er auch begraben. Am 20. Juni wurde er exhumiert, nach Deutschland überführt und auf dem Friedhof von Holungen unter großer Anteilnahme der Bevölkerung erneut beigesetzt. Um Zweifeln vorzubeugen, habe man vor der Bestattung den Sarg geöffnet. Der Verstorbene sei „gut wiedererkannt worden“, berichtete das Eichsfelder Tageblatt am 24. Juli 1907.

## Dichterisches Werk
Parallel zu seiner Arbeit als Priester und Seelsorger war Iseke als Dichter tätig. Neben dem „Eichsfelder Sang“, der als „Eichsfeldlied“ zur inoffiziellen Hymne des Eichsfeldes wurde, veröffentlichte er weitere heimatbezogene und erbauliche Werke, wobei er unter anderem die Pseudonyme „Bernardus Americanus“, „Emanuel Bimstein“ und „Heinrich Pechpflaster“ benutzte. So verfasste er unter anderem ein romantisches Versepos über das Eichsfeld, eine gereimte Geschichte des Augustiner-Chorherren Thomas von Kempen und eine ebenfalls in Versen abgefasste Erzählung über das Leben der Heiligen Elisabeth.

### Nachwirken
In seinem Geburtsort Holungen wurde Hermann Iseke zu Ehren ein Gedenkstein errichtet und der Heimatverein trägt seinen Namen. Die Stadt Heiligenstadt benannte nach ihm eine Straße. Im November 2006 wurde die ehemalige Clara-Zetkin-Schule in Bischofferode in Regelschule „Dr. Hermann Iseke“ umbenannt.

### Werke
Seine Werke wurden teilweise unter Pseudonym veröffentlicht.
- Hermann Iseke: Des gottseligen Thomas von Kempen Nachfolge Christi in deutschen Reimen. Heiligenstadt 1893.
- Heinrich Pechpflaster: Ein Gelehrter und Kriegsmann. Heiligenstadt 1894.
- Hermann Iseke: Des gottseligen Thomas von Kempen Rosengärtlein und Lilienthal in deutschen Versen. Heiligenstadt 1895.
- Hermann Iseke: Der lieben heiligen Elisabeth von Thüringen gottselig Leben und Leiden. Eine gereimte Erzählung. Heiligenstadt 1895.
- Emanuel Bimstein: Gottfried der Student. Ein moralisches akademisches Epos. Leipzig 1895, Reprint Heiligenstadt [1996].
- Bernardus Americanus: Aus Eichsfelds Vorzeit in Geschichte und Sage. Heiligenstadt 1897, Neuauflage Heiligenstadt 2007.